# تروریسم در تاجیکستان
تروریسم در تاجیکستان، به مخالفان سیاسی که با قرارداد صلح سال ۱۹۹۷ که به جنگ شهری در تاجیکستان خاتمه داد، مربوط می‌شود. رئیس‌جمهور امامعلی رحمان و رهبر UTO سید عبدالله نوری در ۲۷ ژوئن قراردادی را انتظار می‌رفت به دشمنی‌ها خاتمه دهد را امضا کردند. اگرچه تندروهای اسلامی که توسط طاهر یولداشف و جمعه نمنگانی که جنبش اسلامی ازبکستان را در سال ۱۹۹۸ تشکیل داده و وابسته به القاعده بود و پیمان بسته‌اند که ولایت اسلامی را در آسیای مرکزی برپا کنند، مخالف این قرارداد بودند.

## سازمان‌های تروریستی ممنوعه
دادستان کل تاجیکستان باباجان باباخانوف در ۱۵ ژانویهٔ ۲۰۰۷ اعلام کرد که در دادگاه عالی تاجیکستان در پایان سال ۲۰۰۶ ده سازمان تروریستی را به فهرست سازمان‌های ممنوعهٔ تاجیکستان اضافه کرده‌است؛ که شامل حزب اسلامی ترکمنستان، دیمنا خار و اوزود تاجیکستانی می‌شود.

## جنبش اسلامی ازبکستان

### وقایع
۶ عضو جنبش اسلامی ازبکستان و حزب التحریر در ۱۲ مهٔ ۲۰۰۵ در بادکند در منطقهٔ مرزی قرقیزستان و تاجیکستان را مورد حمله قرار دادند که چند مرزبان کشته شدند. دادرسی آن‌ها در ۲۹ اوت ۲۰۰۶ به‌طور مختصر انجام شد زیرا وکلا و متهمان و برخی از شاهدان در دادگاه حاضر نشدند، یکی از متهمان زن و دیگری یک شهروند تاجیکستان بود.
در ۱۲ مهٔ ۲۰۰۶ در سالگرد حملهٔ مرزی سال ۲۰۰۵ و قتل‌عام اندیجان در ازبکستان، تعدادی شبه‌نظامی بعد از عبور از مرز قرقیزستان به مرزبانان تاجیک حمله کرده و سه نگهبان تاجیک و یک افسر گمرک قرقیز را کشتند. بیش از ۲۰۰ نیروی امنیتی قرقیز وارد درگیری با مهاجمان شده و ۴ نفر از آن‌ها را کشته و یک نفر دیگر را دستگیر کردند، ۴ نفر از نیروهای امنیتی نیز کشته شدند. خونوی نظر آسوزاده سخنگوی وزارت کشور تاجیکستان، در بیانیه‌ای اعلام کرد که بیش از ۶ شبه‌نظامی از یک سازمان ناشناخته در حمله به یک پست مرزی در روستای لاکون، در ناحیهٔ اِسفره در ولایت سغد تاجیکستان حمله کردند. در این حمله دو نگهبان مرزی ما کشته شدند و یک نفر زخمی شد. آن‌ها همچنین ۱۹ مسلسل سبک و یک مسلسل کالیبر سنگین را به غنیمت گرفته و به سمت ناحیهٔ بادکند قرقیزستان عقب‌نشینی کردند. صادربک دوبانایاف جانشین فرماندهٔ نیروهای مرزی قرقیز، آمار فوق را تأیید نکرد و گفت در حال حاضر ساعت ۱۲ نیمه‌شب به وقت بیشکک درگیری بین نیروهای مرزی ما با جنایتکاران ادامه دارد. یکی از جنایتکاران کشته و سه یا چهار نفر دیگر از آن‌ها تلاش می‌کنند که به طرف مناطق کوهستانی فرار کنند. دوبانایاف همچنین گفت که شبه‌نظامیان شب پیش به نیروهای مرزی ازبک حمله کردند. دولت‌های تاجیک و قرقیز بعداً اعلام کردند که شبه‌نظامیان اعضای جنبش اسلامی ازبکستان بودند.
توهیر عبدالجبار یک متخصص در خوجند گفت، احتمالاً دولت رئیس‌جمهور قرقیز «کورمانبک باکیوف» این حملات را هدایت کرده‌است. او همچنین گفت که گروه‌های جنایتکار، منطقه را بین خودشان تقسیم کرده‌اند و ممکن است از وضعیت پیش آمده‌استفاده بکنند. تاشتمیر اشالیف رئیس امنیت ولایت بادکند گفت که شبه‌نظامیان از منطقۀ کانی‌بادام ولایت سغد تاجیکستان که اقدامشان در سالگرد قتل‌عام اندیجان انجام شد عضو حزب‌التحریر بوده‌اند. قاسم‌شاوا اسکندرف مدیر مرکز مطالعات برای اجتناب از بحران که یک بنیاد فکری تاجیک است، گفت، «حملهٔ امروز می‌تواند کار گروه‌های اسلامی یا باندهای جنایتکار درگیر در عملیات قاچاق مواد مخدر باشد. من برخی از افراد را می‌شناسم، در حقیقت بسیاری، که حدس می‌زنند که این اتفاقات ممکن است کار مأمورین مخفی یا حکومت‌های منطقه باشد؛ ولی من فکر نمی‌کنم ساختار دولتی درگیر موضوع باشد.»
در ۱۷ ژوئیه، وزیر کشور تاجیکستان هیومدین شریف‌اف در یک مصاحبهٔ مطبوعاتی در دوشنبه به خبرنگاران گفت که تا به حال پلیس ۱۰ عضو جنبش اسلامی ازبکستان را امسال دستگیر کرده‌است. شریف‌اف دو بمب‌گذاری در دوشنبه را در ژانویه و ژوئیهٔ ۲۰۰۵ که حمله به وزارت کشور در قیراقوم در ژانویه و ترور یک مقام وزارت دفاع را به اعضای جنبش اسلامی ازبکستان که در افغانستان آموزش دیده و از طریق ازبکستان وارد تاجیکستان شدند نسبت داد. او پیش‌تر در ۱۷ آوریل گفته بود که ۴ عضو جنبش اسلامی ازبکستان دستگیر شده‌اند و دو نفر مظنون در رابطه با بمب‌گذاری ۲۰۰۵ که یک نفر طی آن کشته شد، تحت تعقیب هستند.
در ۱۴ ژوئیه پلیس ۴ مظنون به عضویت در جنبش اسلامی ازبکستان را در ولایت سغد دستگیر کرد. نیروهای امنیتی به خانه‌های آن‌ها حمله کرده، مواردی که یافت شد شامل لپ‌تاپ‌هایی که در آن‌ها فایل‌های دارای متون افراط‌گرایانهٔ مذهبی که خواستار جهاد می‌شد، دی‌وی‌دی با فراخوان به جنگ مقدس تحت عنوان جهاد و مطالب افراط‌گرایانه به زبان ازبکی در آن داشت. وقتی هفت متهم بازداشت شده که اعضای جنبش اسلامی ازبکستان بودند احکامشان در ۲۲ مه صادر شد، عبدالغفور قلندرف دادستان سغد گفت این هسته طرحی برای حمله به مواضعی در تاجیکستان و ارتباطاتی با رهبر جنبش اسلامی ازبکستان جمعه نعمان غنی داشتند. هفت نفر اظهار بی‌گناهی کرده و گفتند که آن‌ها شکنجه شدند تا مجبور به اعتراف شوند.

### واکنش‌ها
در روز ۱۶ اکتبر ۲۰۰۶ محمدسعید جوراچولف رئیس ادارهٔ ضد جنایات سازمان یافته در وزارت داخلهٔ تاجیکستان، به خبرنگاران در دوشنبه گفت که جنبش اسلامی ترکمنستان یک جنبش اسلامی ازبکستان است، و نیروهای مخفی ازبک تغییر اسم را تولید کرده‌اند. جورچولف همچنین گفت که: «جنبش اسلامی ترکمنستان یک تهدید امنیتی جدی برای تاجیکستان یا قرقیزستان نیستند. همه می‌دانند که آن‌ها (جنبش اسلامی ازبکستان) در ازبکستان است که می‌خواهند مشکل ایجاد کنند. برای آن‌ها تاجیکستان و قرقیزستان فقط محل پایگاهی برای سازماندهی مجدد است که سعی می‌کنند به آن برسند.»

### بمب‌گذاری ۲۰۱۰
دولت جنبش اسلامی ازبکستان را مسئول خودروی انفجاری انتحاری که در تاریخ ۳ سپتامبر بر روی ایستگاه پلیس در خویند عمل کرد می‌داند که در آن دو پلیس کشته و ۲۵ نفر مجروح شدند.

## حزب التحریر
این حزب در شمال تاجیکستان در وادی فرغانه فعال است. دولت تاجیکستان ۹۹ عضو آن را در ۲۰۰۵ دستگیر کرد که ۱۶ نفر از آن‌ها زن بودند و ۵۸ عضو را در ۲۰۰۶ دستگیر کرد. از ۹۲ افراطی مشکوک دستگیر شده در ۲۰۰۶و ۶۳٪ مظنون به عضویت در حزب التحریر بودند. دولت در ۲۰۰۶به نسبت ۱۰٪ بیشتر از سال ۲۰۰۵ دستگیری داشت.

### ۲۰۰۶
دادگاه شهر خجند برای ۱۰ مرد احکامی صادر کرد که خواستار سرنگونی دولت بودند، احکام بین ۹ تا ۱۶ سال برای اعضای حزب التحریر در تاریخ ۱۹ مهٔ ۲۰۰۶ صادر شد. دو عضو حزب التحریر در خجند در ۷ ژوئن به ۱۰ و ۱۳ سال زندان محکوم شدند، همچنین حکم شامل ممنوعیت شرکت در فعالیت‌های مذهبی علنی برای ۵ سال بعد از آزادی شد. در تاریخ ۳۱ ژوئیهٔ ۲۰۰۶ مخماسعید ژورکولوف رئیس پلیس سوقد اعلام کرد پلیس مقدم مدالیوا را به ظن رهبری سازمان زنان حزب التحریر در شمال دستگیر کرده‌است. در ۱۷ اکتبر ۲۰۰۶ سازمان امنیت فدرال روسی رستم مومینف که عضو حزب التحریر بوده و علیه دولت تاجیکستان در جنگ داخلی جنگیده را دستگیر کرد. سازمان امنیت فدرال روسی مومینف را در ۲۷ اکتبر همان سال به تاشکند، ازبکستان اخراج کرد.

## ۲۰۰۷
در ۲۶ ژانویه ۲۰۰۷ یک دادگاه تاجیکستان عضو حزب التحریر محمودجان شکریف را که برای اقدام جهت تغییر قهرآمیز قانون اساسی در تاجیکستان و تحریک به دشمنی طائفه‌ای، مذهبی و افراط گرایی متهم بود مجرم شناخت و حکم ده سال و نیم زندان برای او صادر کرد. در ۵ آوریل عیسی توکلوف قاضی دادگاه چکالوفسک در شمال تاجیکستان به خبرنگاران گفت اکمل اکبرف ۳۱ ساله بر طبق مواد ۳۰۷، ۱۸۵ و ۱۸۹ قانون جنایی و عضویت در حزب التحریر مجرم شناخته شد. دادگاه حکم ۹ سال و ۹ ماه زندان و مصادره اموال برای او صادر کرد. توکلوف گفت دادگاه عذرخواهی و سه فرزند او را در هنگام صدور حکم در نظر گرفت.

## سنگرهای زیرزمینی سغد
در اواخر ۲۰۰۶ پلیس تاجیک یک سنگر زیرزمینی در ولایت سغد پیدا کرد که توسط شبه‌نظامیان مورد استفاده قرار گرفته بود. پلیس در آن سنگر مطالب تروریستی، نوارهای ویدئویی و صوتی که تبلیغ تروریست‌ها را می‌کرد و دستورالعمل درست کردن بمب و دستورالعمل بکارگیری کلاشینکف و سایر سلاح‌ها و یک نقشهٔ سغد را پیدا کرد. نیروهای امنیتی تاجیک یک سنگر زیرزمینی دیگر به طول ۱۵ متر بهمراه مواد منفجره در حوالی ایسفرا را در ۲۹ ژانویه ۲۰۰۷ پیدا کرد. دفتر دادستانی کل منطقهٔ سغد اعلام کرد که اعتقاد بر این است که اعضای گروه‌های تندرو حزب التحریر و جنبش اسلامی ازبکستان و احتمالاً سایر گروه‌های تروریستی با اهداف علیه دولت‌های تاجیکستان و ازبکستان از این سنگرها استفاده می‌کرده‌اند.

## همکاری با کشورهای عضو ناتو
کشورهای تاجیکستان و ایالات متحدهٔ آمریکا برای نخستین مانور ضد تروریستی از ۲۸ ژانویه تا ۹ مارس ۲۰۰۷ در منطقهٔ نظامی مربوط به مرکز آموزش نظامی فخرآباد برنامه‌ریزی کردند. نیروهای مارینز ایالات متحده برای آموزش عملیات ضد تروریستی به نیروهای مرزی تاجیک و نیروهای ویژه شرکت می‌کنند.

## تهدید تروریستی شین‌یانگ
در ۱۱ ژانویهٔ ۲۰۰۷ دولت‌های چین و قرقیزستان اقدامات امنیتی را در طول مرزشان با یکدیگر و تاجیکستان افزایش دادند که پس از دریافت اطلاعاتی در مورد نگرانی از جابه‌جایی تروریست‌های بین‌المللی از شین‌یانگ و آسیای مرکزی برای انجام عملیات که توسط مقامات چینی داده شد، بود. پس از این اخطار حملۀ بزرگی به مرکز آموزشی در استان آکتو در شین یانگ که توسط اعضای جنبش اسلامی ترکستان شرقی اداره می‌کرد، انجام شد. دولت‌های آسیای میانه در اجلاسشان در سن پترزبورگ سخنرانی رحمانوف در مورد وضعیت بحرانی افغانستان که باعث تولید مشکلات در منطقه و سوخت‌رسانی به تروریسم می‌شود را شنیدند. وی خواستار همکاری بیشتر با دولت افغانستان برای مقابله با تروریسم شد.